# Löwenbrücke (Sofia)
Die Löwenbrücke (bulgarisch Лъвов мост/Lawow most) in der bulgarischen Hauptstadt Sofia ist neben der Adlerbrücke die bekannteste Brücke der Stadt.
Die Brücke ist eine der Sehenswürdigkeiten von Sofia und das Symbol des Sofioter Stadtbezirks Serdika. Sie ist in Bulgarien offiziell in der Kategorie Architektur- und Kunstdenkmal, als Kulturdenkmal gelistet.
Vor der Löwenbrücke stand an dieser Stelle die Brücke Scharen most (bulg. Шарен мост); bulg. für Bunte Brücke oder auch Sandakli most (bulg. Сандъкли мост) genannt. Bunte Brücke, weil ihr Anstrich aus gelben und roten Streifen bestand.

## Lage
Die Löwenbrücke liegt auf der wichtigen Nord-Süd-Verkehrsachse, dem Boulevard Knjaginja Maria Luisa, der das unmittelbare Stadtzentrum mit dem Hauptbahnhof verbindet. Sie überquert den Wladaja-Fluss (bulg. Владайска река) nördlich des Stadtzentrums, auf halber Strecke zwischen der Zentralmarkthalle Sofia und dem Hauptbahnhof. Die Brücke ist eine wichtige und stark befahrene Kreuzung der Straßen Boulevard Knjaginja Maria Luisa und Boulevard Sliwniza im Zentrum von Sofia.

## Beschreibung
Die Steinbrücke besteht aus zwei Bögen, 26 m lang und 18,1 m breit. Die Brücke ist mit vier Bronzelöwen verziert, die auf Postamenten stehen und der Brücke auch den Namen gegeben haben. Die Bronzelöwen wurden von der Wiener Firma Rudolph Philipp Waagner (nunmehr Waagner-Biro) ausgeführt. Die Löwenstatuen haben keine Zungen. An der Brücke sind Straßenlaternen in From von Armleuchtern angebracht. Die Geländer der Brücke sind aus Granit gearbeitet.
Der schmale Fluss gabelt sich vor der Brücke, um unter beiden Bögen in seinem Kanalbett durchzufließen, dahinter vereinigt sich der Fluss wieder in einem einzigen Kanalbett. Der Wladaja-Fluss ist kaum zwei Meter breit, er ist in einem künstlichen Betonbett kanalisiert – ganz ähnlich dem Wienfluss in Wien. Parallel zum Fluss, auf beiden Seiten des Flusses verläuft der Boulevard Sliwniza. Unmittelbar nördlich der Brücke biegt der Boulevard Knjaginia Maria Louisa 30° nach Westen ab. In der Nähe der Brücke und der Kreuzung liegt der Platz Löwenbrücke (bulg. площад Лъвов мост/ploschtad Lawow most).

## Geschichte

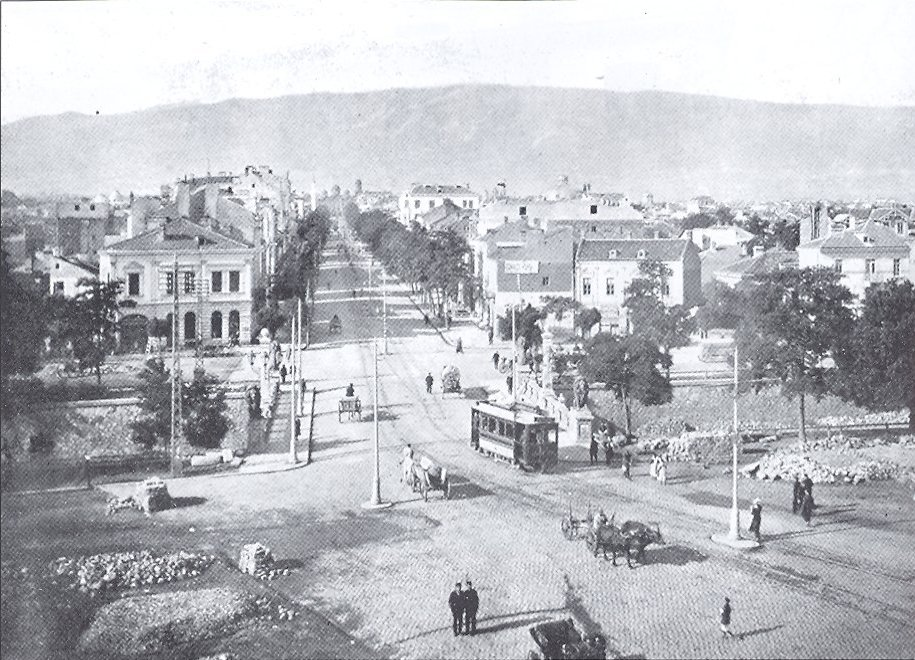
Historisches Foto der Löwenbrücke aus dem Jahr 1910, Blickrichtung Süden: vom Hauptbahnhof Richtung Stadtzentrum, entlang des Boulevards Knjaginia Maria Louisa mit dem Witoschagebirge im Hintergrund: Hinten links ist das Minarett der Banja-Baschi-Moschee zu erahnen und „mitten auf der Straße“ die Kathedrale Sweta Nedelja

Die Brücke wurde von 1889 bis 1891 von der Firma Gebrüder Proschek (Jiří Prošek und Theodor Prošek) erbaut, nach einem Entwurf ihrer Cousins Václav Prošek und Josef Prošek. Der Bau kostete 260.000 Gold-Lewa. Sieben Jahre vorher hatten die Brüder Proschek bereits ihre Brauerei Prošek erbaut (1881 bis 1884). Fast zeitgleich mit der Löwenbrücke bauten sie auch die Adlerbrücke.
Vor ihrer Fertigstellung im Jahre 1889 befand sich an dieser Stelle die Brücke Scharen most. Diese alte Steinbrücke hatte drei spitz zulaufende Steinbögen und war etwas breiter, als die spätere Löwenbrücke, da der Fluss noch nicht in einem Kanalbett eingeengt war.
Die Vorgängerbrücke, Scharen-Brücke, war von Chalil Sai Efendi (bulg. Халил Саи ефенди) erbaut worden, einem reichen Aufkäufer von Heu.
Bereits am 10. Dezember 1888 beschloss die Gemeinde Sofia ein Angebot zum Aufbau der elektrischen Beleuchtung für Sofia anzunehmen. Aber erst 1900 beleuchtete dann die erste elektrische Lampe wirklich die Straßen von Sofia. Vorher gab es Gaslaternen in Sofia. Die Laternen an der Löwenbrücke sind diesen alten Gaslaternen nachempfunden, auch wenn sie elektrisch betrieben werden.
Im Jahr 2014 wurde mit der Umgestaltung des Platzes angefangen, die Brücke soll nur noch für Fußgänger und Straßenbahnen zugänglich sein, der Autoverkehr soll auf zwei parallel verlaufende Neubaubrücken westlich und östlich der alten Brücke ein Kreisverkehr bilden. Bei den Bauarbeiten wurden die Grundmauer einer alten römischen Brücke gefunden, sowie zahlreiche andere archäologische Funde wie Münzen und eine Zollplombe aus der Zeit von Theodosius I. Es wird vermutet, dass dort bereits im 2. Jahrhundert nach Chr. eine Brücke stand.

## Löwenbrücke und Adlerbrücke
Die beiden bekanntesten Brücken Sofias sind fast baugleich und weisen einige Gemeinsamkeiten auf. Beide wurden 1891 fertiggestellt. Während die Löwenbrücke von 1888 bis 1891 gebaut wurde, begann der Bau der Adlerbrücke jedoch erst ein Jahr später (1889 bis 1891).
Die Löwenbrücke wurde vom Architekten Václav Prošek entworfen und gebaut. Am Bau der Adlerbrücke waren außerdem sein Bruder Josef Prošek und seinen Cousins Bogdan Prošek und Jiří Prošek, der Ingenieur war, beteiligt.
Die Brücken überbrücken die beiden größten Flüsse der Sofiaebene. Während die Löwenbrücke zu ihrer Erbauungszeit die nördliche Stadtgrenze markierte, stellte die Adlerbrücke die östlich Stadtgrenze dar. Ende des 19. Jahrhunderts standen beide Brücken einsam, ohne weitere größere Bauten in ihrer Nähe, an der nördlichen bzw. östlichen Stadtgrenze. Während der Bau der Adlerbrücke lediglich 80.000 Goldlewa kostete, war die Löwenbrücke wesentlich teurer – ihr Bau kostete 260.000 Goldlewa.

## Straßenbahn und Hotels
Die erste Straßenbahnlinie in Sofia, die am 1. Januar 1901 eröffnet wurde, führte über die Löwenbrücke, sie verband den Hauptbahnhof mit dem heutigen Slawejkowplatz. Die Straßenbahn fuhr den Boulevard Knjaginia Maria Louisa entlang, vorbei an der Zentralmarkthalle Sofia und dem Zentralen Mineralbad Sofia. Das war auch der Startschuss für die Entstehung von zahlreichen Hotels entlang des Boulevards Knjaginia Maria Louisa. Begünstigt wurde der Hotelboom durch die zentrale Lage und die Nähe zum Bahnhof.
In der ersten Hälfte des 20. Jahrhunderts wurde die Gegend um den Boulevard zum Rotlichtviertel, wozu die zahlreichen Hotels und die vielen Unterhaltungseinrichtungen beitrugen.
Noch heute stehen an der Löwenbrücke, entlang des Boulevards Knjaginia Maria Louisa und in den benachbarten Seitenstraßen zahlreiche Hotels. Das heutige Hotel San (Сън/Traum) am Boulevard Knjaginia Maria Luisa Nr. 89 steht an der Südostseite der Löwenbrücke. Es wurde 1895 von Ewgeniza Christowa (Евгеница Христова) als Garow-Hotel (Гаров хотел/Bahnhofshotel) eröffnet und später nach der aktuellen französischen Mode in Bellevue (Бель-Вю) umbenannt. Nach dem Septemberputsch der bulgarischen Kommunisten am 9. September 1944 und der Machtergreifung der Kommunisten wurde das Hotel nationalisiert und in Stara planina umbenannt. Zeitweise diente es auch als Studentenwohnheim für vietnamesische Gastarbeiter. Viel später wurde das Hotel unter dem heutigen Namen San (Сън/Traum) wieder eröffnet.
Weitere Hotels an der Löwenbrücke sind
- das Hotel Lion – an der Südostseite der Brücke – Boulevard Knjaginia Maria Luisa Nr. 60
- das Hotel Maxim – an der Nordostseite der Brücke – Boulevard Knjaginia Maria Luisa Nr. 62
- das Hotel Edona – Boulevard Sliwniza 172
- das Hotel Zura – Platz Löwenbrücke Nr. 2